# جون نكسون
جون نكسون أو جون نيكسون (بالإنجليزية: John Nixon)‏ هو خبير في شؤون الشرق الأوسط، كان قد أمضى ثلاثة عشر عاماً لدى وكالة المخابرات المركزية كمحللٍ لشأني العراق وإيران. بعد مغادرته الوكالة في عام 2011 عمل في دولة الإمارات العربية المتحدة مستشاراً لزبائنه حول السياسات الإقليمية والمخاطر السياسية.

## السيرة الذاتية
وُلِدَ نكسون ونشأ في وانتاغ في ولاية نيويورك حيث حصل على شهادة البكالوريوس في التأريخ من جامعة هوفسترا في عام 1985، وحصل على شهادة الماجستير في التأريخ من جامعة نيويورك في عام 1989، كما حصل على الماجستير في دراسات الأمن القومي من كلية أدمند والش للخدمة الخارجية التابعة لجامعة جورجتاون في عام 1996.
يقيم نكسون في شمال ولاية فيرجينيا منذ 1993. عمل فترة قصيرة في مقر الكونغرس الأمريكي قبل أنْ تعينهُ وكالة الإستخبارات المركزية محلل قيادات في عام 1998. خلال وجوده في وكالة الإستخبارات المركزية عمل على شؤون العراق وإيران وكوريا الشمالية، ليصبح أحد المحللين القليلين الذين عملوا على شؤون مَنْ وصفهم الرئيس الأمريكي السابق جورج بوش بـ «محور الشر». وفي عام 2010 قام نكسون بإجراء أبحاث عن التطرّف الشيعي في المركز الوطني لمكافحة الإرهاب. مكث نكسون وعمل في الشرق الأوسط بين عامي 2011 و2015 وتنقل على نطاقٍ واسع في المنطقة، وهو مختص في السياسات الإقليمية بمنطقة الخليج. كما أنّه متعطّش للمطالعة في التاريخ والسيّر والسياسة. وهو من سكّان مدينة ألكزاندريا بولاية فيرجينيا.

## نشاطاته في وكالة المخابرات المركزية
جون نكسون الّذي كان قد أمضى ثلاثة عشر عاماً لدى وكالة المخابرات المركزية كمحللٍ سياسي لشأني العراق وإيران، ومحللاً في مقر الوكالة ببغداد. وكان عمله يتمثل في مساعدة ضباط الوكالة ووحدات الجيش الخاصة في استهداف الأفراد بغية القبض عليهم والتمكن من استجوابهم. كان نكسون محللًا في العراق عندما أسر الجيش الأمريكي صدام حسين بعد غزو العراق عام 2003 بعملية سُميّت «الفجر الأحمر»، وطُلب منه تحديد هويته حتّى يتأكّد الأمريكيون من أنّ لديهم الرجل المناسب. أكّد نكسون هوية صدام حسين من خلال التحقق من وجود وشم قبلي على ظهر يده اليمنى وندبة من جرح رصاصة عام 1959. حيث يعدّ جون نكسون أوّل أمريكي أجرى استجواباً مطولاً مع الرئيس صدام حسين بعد أنْ قَبَضَ عليه الأمريكان وكان استجواب صدام بمثابة التحدي لهُ.
كان اكتشافه الأكثر إثارة للدهشة هو أنّه بحلول وقت الغزو الّذي قادته الولايات المتحدة للعراق في آذار / مارس 2003 ، كان صدام حسين قد سلَّم الإدارة اليومية للحكومة العراقية لمساعديه وكان يقضي معظم وقته في كتابة رواية. حيث وصف صدام حسين نفسه نكسون بأنه رئيس العراق وكاتب في آن واحد، واشتكى لنكسون من أنّ الجيش الأمريكي قد أخذ مواد كتابته، ممّا منعهُ من إنهاء كتابه. من المؤكد أنّ صدام كان دكتاتوراً وحشياً، لكن الرجل الّذي وصفه نيكسون لم يكن في مهمة لتفجير العالم، كما ادعت إدارة جورج دبليو بوش تبرير الغزو.
غادر نكسون وكالة المخابرات المركزية في عام 2011، كما يقول، عندما لم يعد العمل يثيره، يصوّر الوكالة بأنّها متصلبة لا تختلف كثيرًا عن وزارة الزراعة أو أي بيروقراطية كبيرة أخرى، حيث اشتكى من أنّ الوكالة «كانت تحكمها خطوط السلطة الّتي غالبًا ما يسدّها الأشخاص الّذين اعتبروا التفكير الجديد خطرًا على حياتهم المهنية». يجادل السيد نكسون بعناية في أنّ حماس وكالة المخابرات المركزية لإرضاء البيت الأبيض قد أدى إلى تدهور خطير في جودة ذكائها. يكاد يكون الذراع التحليلي الكامل لوكالة المخابرات المركزية يركّز على ضخ سريع لمذكرات قصيرة حول قضايا اليوم والّتي تتم قراءتها على الفور في البيت الأبيض. كما اكتشفت في سنوات كلينتون وبوش وأوباما، كان مبدأ التشغيل الحقيقي للوكالة هو«الجرأة على أنْ تكون على حقّ».

## مؤلفاته
- كتاب «استجواب الرئيس»:

معظم المذكرات مروعة - دفاعية وشوفينية، والأسوأ من ذلك أنّها مملة. البعض الآخر محكوم عليه بالرقابة الصارمة والإلزامية من وكالة المخابرات المركزية لكن هناك استثناءات ومن هذه الإستثناءات هو كتاب استجواب الرئيس، يكشف عن حقائق مذهلة عن ذلك الزعيم العراقي المخلوع تثير تساؤلات جديدة حول سبب انشغال الولايات المتحدة بغزو العراق للإطاحة به من السلطة. من المرجح أنْ تثير هذه التفاصيل رعب الأمريكيين الذين شاهدوا دماء أمتهم وأموالهم تضيع في العراق منذ ذلك الحين حيث يعتبر هذا الكتاب شهادة حيّة. صدرت الطبعة الأولى للنسخة العربية منه عام 2017 عن دار العربية للعلوم ناشرون، ويقول عميل وكالة الاستخبارات المركزية الأميركية السابق جون نكسون في كتابه «استجواب الرئيس»:
«لقد شعرت لدى المباشرة في جلسات الإستجواب، أنّني أعرف صدّام، ولكن الأسابيع التالية جعلتني أدرك أن الولايات المتحدة كانت قد أساءت فهمه وفهم دوره كعدو حازم للتيارات الراديكالية في العالم الإسلامي».
وعن تجربة استجوابه للرئيس كثيراً ما كان الناس يسألونهُ: كيف وجدت صدام؟ أو: هل كان مجنوناً؟، يجيب نكسون:
خلال الفترة الّتي تحدثت فيها مع صدام حسين وجدته بكامل قواه العقلية. كان العالم مليئاً بأعداد من السفاحين المختلين ولكن الغريب هو أنّنا اخترنا ملاحقة هذا الرجل، خصوصا في ضوء التداعيات. أما أنا فاعتقد -والكلام لنكسون- أنّ الحكومة الأميركية لم تأخذ في اعتبارها أبداً ما سيؤول إليه الشرق الأوسط بغياب صدام.
الإطاحة بصدام خلّفت فراغاً في السلطة حوّلت الخلافات الدينية في العراق إلى حمام دم طائفي.

ظل الشيعة لفترة من الزمن يغضون النظر عن فظائع الزرقاوي السني، آملين بنيل السلطة من خلال صناديق الاقتراع. ولكن، مع تزايد أعداد القتلى، تدخلت الميليشيات الشيعية في القتال.

وممّا يذكره نكسون في كتابه هذا عن لسان الرئيس صدام حسين أثناء الاستجواب، أعتقد صدام أنّ هجمات الحادي عشر من أيلول كانت يجب أن تقرّب الولايات المتحدة منه ومن نظامه لا العكس، وأنّ التحالف بين البلدين أمر طبيعي وبديهي في الحرب على التطرف، وغير ذلك من الملابسات الّتي استخدمت لتبرير غزو أميركا العراق وإسقاط نظام صدام، وعن أهداف صانعوا السياسية في البيت الأبيض والقيادات من القابعين في مبنى وكالة الاستخبارات المركزية ومخططاتهم تجاه المنطقة، وعن كواليس عملية إعدام صدام بمنصة مؤقتة في سرداب مظلم ببغداد ويختم المؤلّف كتابه قائلاً:
«أتينا إلى العراق قائلين إننا سنحول الأوضاع نحو الأحسن، وسنجلب معنا الديمقراطية وسلطة القانون. وها نحن نسمح بشنق صدام في ظلام الليل».